# Encephalartos ngoyanus
Encephalartos ngoyanus es una especie de Cycadopsida del género Encephalartos, de la familia Zamiaceae, del orden Cycadales.

## Distribución
Encephalartos ngoyanus se distribuye por South Africa (KwaZulu-Natal), Swaziland.

## Taxonomía
Fue descrita científicamente por I.Verd. Fue publicado por primera vez en I.Verd. In: Fl. Pl. Africa 27: pls 1053-1054. (1949).